# Serdar Ortaç
Serdar Ortaç (ur. 16 lutego 1970 w Stambule) – turecki piosenkarz i kompozytor.

## Dyskografia
Źródło:.
| Rok  | Data wydania | Tytuł               |
| ---- | ------------ | ------------------- |
| 1994 | 17 VIII 1994 | Aşk İçin            |
| 1996 | III 1996     | Yaz yağmuru         |
| 1998 | VI 1998      | Gecelerin adamı     |
| 1999 | IX 1999      | Bilsem ki           |
| 2001 | IV 2001      | Sahibinin sesi      |
| 2002 | VII 2002     | Okyanus             |
| 2004 | 24 III 2004  | Çakra / Beni unut   |
| 2006 | 1 V 2006     | Mesafe              |
| 2008 | 2 VI 2008    | Nefes               |
| 2010 | 20 V 2010    | Kara kedi           |
| 2011 | 7 III 2011   | Gold 2011           |
| 2012 | 2012         | Ray                 |
| 2014 | 26 V 2014    | Bana Göre Aşk       |
| 2015 | 6 V 2015     | Çek Elini Kalbimden |
| 2016 | 11 V 2016    | Gıybet              |
| 2017 | 16 X 2017    | Cımbız              |